# Blake Lively
Blake Lively, pseudonimo di Blake Ellender Brown (Los Angeles, 25 agosto 1987), è un'attrice statunitense.

Firma di Blake Lively

Salita alla ribalta con i ruoli di Bridget Vreeland nel film 4 amiche e un paio di jeans (2005) e di Serena van der Woodsen nella serie TV Gossip Girl (2007-2012), ha in seguito collaborato con registi quali Ben Affleck in The Town (2010), Oliver Stone in Le belve (2012) e Woody Allen in Café Society (2016).

## Biografia
È di origini inglesi, scozzesi e tedesche. Nata nell'area metropolitana di Los Angeles, California, proviene da una famiglia che lavora nel mondo dello spettacolo: ha due sorellastre e un fratellastro maggiori dal lato materno, Lori, Robyn e Jason (il cui padre è Ronald Otis "Ronnie" Lively), e un fratello maggiore, Eric. La sorellastra Robyn è sposata con Bart Johnson. Anche suo padre, Ernie (nato Ernest Wilson Brown Jr.) era un attore così come la madre Elaine (nata McAlpin).
Non ha mai, di fatto, studiato recitazione: «I miei genitori insegnavano recitazione quando ero piccola e, non potendo permettersi una babysitter, mi portavano sempre ad assistere alle loro lezioni. Sono cresciuta assorbendo il mestiere, e la prima volta che mi sono trovata sul palcoscenico sapevo già cosa fare». Blake ha frequentato la Burbank High School a Burbank, dove era rappresentante d'istituto, nonché cheerleader e componente del glee club del liceo.

### Carriera

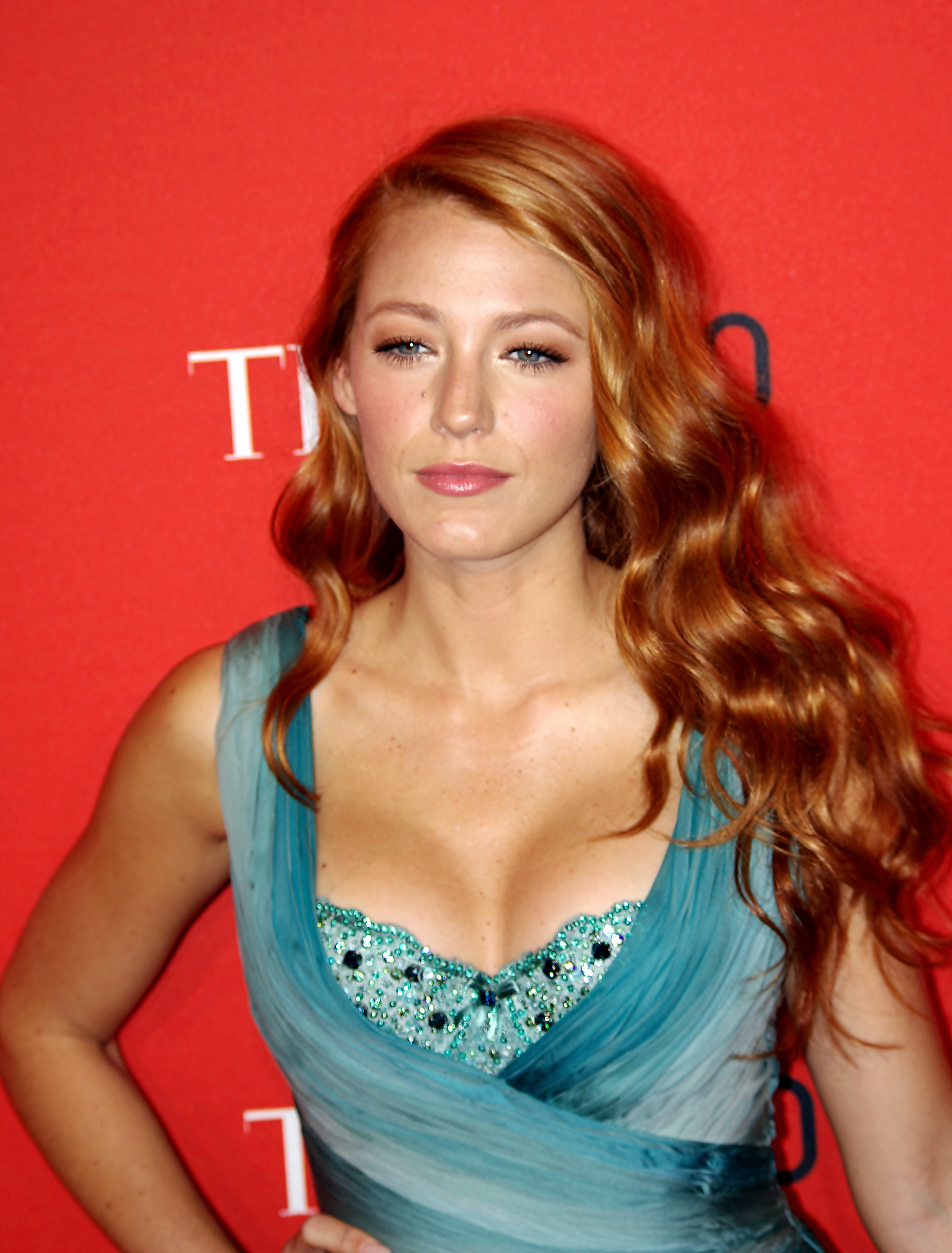
Blake Lively nell'aprile 2011 alla serata di gala di Time 100

Debutta al cinema all'età di undici anni, con un piccolo ruolo nel film Sandman, diretto da suo padre Ernie Lively. Quattro anni dopo, il fratello maggiore Eric la ritirò da scuola per due mesi portandola con sé in una tournée in tutta Europa, cercando di convincerla a intraprendere la carriera di attrice. L'intenzione iniziale di Lively era quella di frequentare la Stanford University, non essendo interessata alla recitazione, ma nell'estate del 2005, prima che lei iniziasse il suo ultimo anno di liceo, suo fratello Eric, a sua insaputa, le fece ottenere un'audizione per il ruolo di Bridget in 4 amiche e un paio di jeans, in cui recita insieme ad Alexis Bledel, America Ferrera e Amber Tamblyn; riesce a girare il film durante il suo ultimo anno di liceo.
Nel 2007 raggiunge la fama internazionale con Gossip Girl, serie televisiva in cui recita la parte della protagonista Serena van der Woodsen, una ricca ragazza di New York tra problemi di amore, amicizie e feste. Nel 2008 riprende il ruolo di Bridget in 4 amiche e un paio di jeans 2; inoltre recita accanto a Justin Long nella commedia Ammesso ed è protagonista al fianco di Max Minghella del film indipendente Elvis and Anabelle. Nonostante il successo televisivo continua a lavorare anche nel cinema con il film a episodi New York, I Love You e nel film La vita segreta della signora Lee di Rebecca Miller. In questi anni partecipa anche ad alcune puntate del programma TV Saturday Night Live.
Nel 2010 è tra i protagonisti di The Town di Ben Affleck, e la rivista Maxim la classifica al 4º posto nella sua Maxim Hot 100. Nel 2011 recita in Lanterna Verde, nel quale l'attrice è co-protagonista, al fianco del futuro marito Ryan Reynolds, nel ruolo di Carol Ferris. Partecipa inoltre, insieme a Jessica Alba, al videoclip I Just Had Sex dei The Lonely Island ed Akon, e viene incoronata dalla rivista maschile AskMen come "donna più desiderata del mondo". Sempre nello stesso anno, nel campo della moda, in febbraio lo stilista di calzature Christian Louboutin le dedica un paio di scarpe dal nome "The Blake", mentre in marzo diventa ambasciatrice della casa di moda Chanel. Ancora nello stesso anno la rivista Time la inserisce tra le 100 persone più influenti al mondo nella sua lista Time 100.
Nel 2012 è protagonista del film Le belve di Oliver Stone. Nello stesso anno la casa di moda Gucci la sceglie come testimonial della fragranza Gucci Première, e per la quale gira un cortometraggio diretto da Nicolas Winding Refn. Nell'ottobre dell'anno successivo viene scelta come nuovo volto della L'Oréal Paris. Nel luglio del 2014 lancia Preserve, un sito e-commerce di lifestyle con interessi rivolti in vari settori. Nello stesso anno appare nel corto On the Run Tour dei cantanti Beyoncé e Jay-Z.
Il 2015 rappresenta per l'attrice, dopo un anno di pausa dalla recitazione, il ritorno sul grande schermo: infatti è protagonista di Adaline - L'eterna giovinezza, dramma romantico a tinte fantasy diretto da Lee Toland Krieger. Tale interpretazione le vale una doppia candidatura ai Teen Choice Awards, una People's Choice Awards e un'altra ai Saturn Award.
Nel 2016 è protagonista del thriller Paradise Beach - Dentro l'incubo: il film ha raccolto perlopiù recensioni positive, risultando un successo al box office; tale interpretazione, elogiata dalla critica, le è inoltre valsa una candidatura ai Teen Choice Awards. Sempre nello stesso anno prende parte a Café Society, diretto e scritto da Woody Allen, mentre nel 2018 è protagonista con Anna Kendrick della commedia dark Un piccolo favore. Nel 2020 è protagonista di The Rhythm Section, diretto da Reed Morano.

## Vita privata

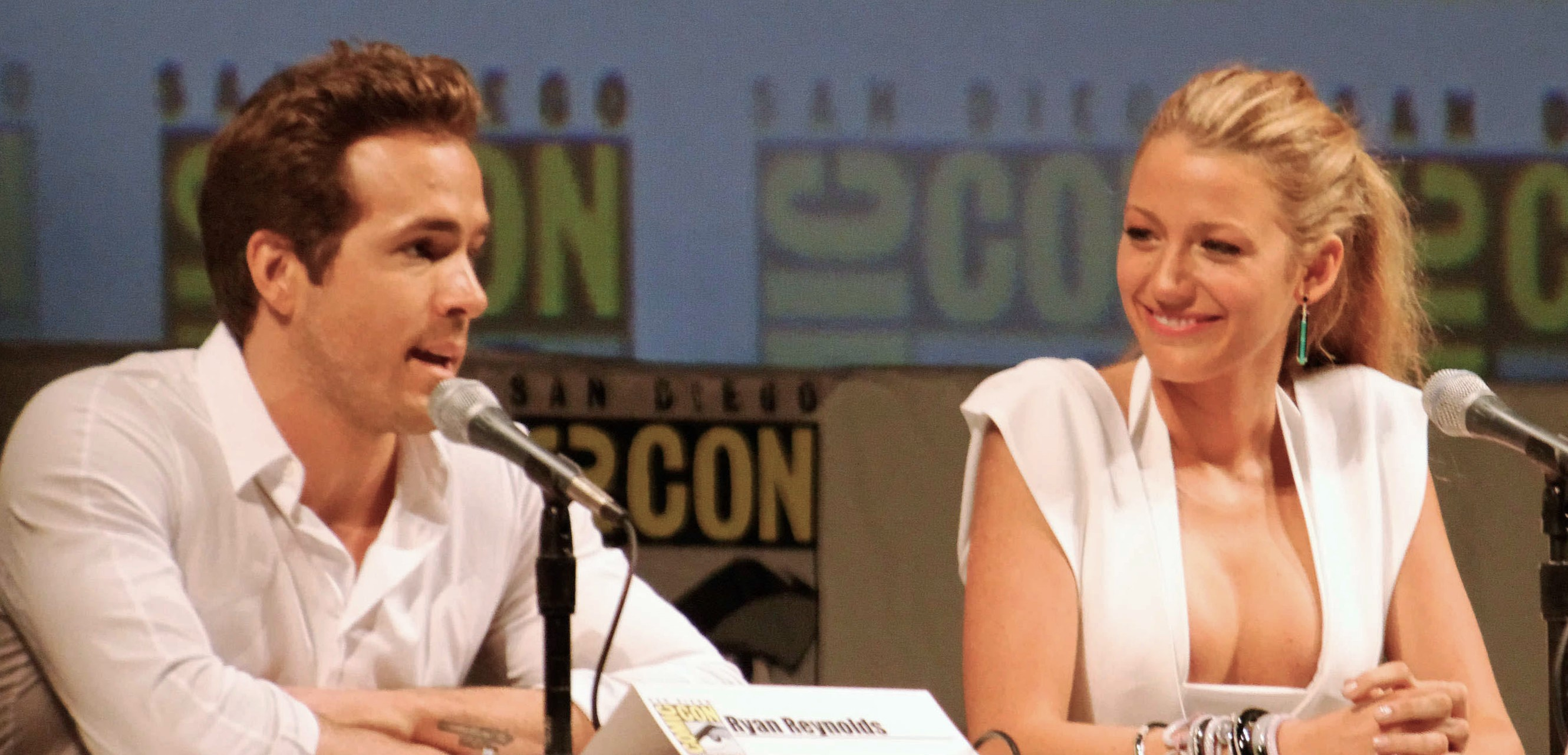
Blake Lively (a destra) nel 2010 assieme al collega e futuro marito Ryan Reynolds.

Dal 2007 al 2010 è stata legata al collega Penn Badgley, conosciuto sul set di Gossip Girl.
Nel 2010, sul set di Lanterna Verde, ha conosciuto il collega Ryan Reynolds, a cui è legata dall'ottobre 2011: la coppia, sposatasi nel settembre 2012, ha quattro figli.

## Filmografia

### Cinema
- Sandman, regia di Ernie Lively (1998)
- 4 amiche e un paio di jeans (The Sisterhood of the Traveling Pants), regia di Ken Kwapis (2005)
- Ammesso (Accepted), regia di Steve Pink (2006)
- Simon Says - Gioca o muori! (Simon Says), regia di William Dear (2006)
- Elvis and Anabelle, regia di Will Geiger (2007)
- 4 amiche e un paio di jeans 2 (The Sisterhood of the Traveling Pants 2), regia di Sanaa Hamri (2008)
- New York, I Love You, regia di Brett Ratner (2009)
- La vita segreta della signora Lee (The Private Lives of Pippa Lee), regia di Rebecca Miller (2009)
- The Town, regia di Ben Affleck (2010)
- Lanterna Verde (Green Lantern), regia di Martin Campbell (2011)
- Hick, regia di Derick Martini (2012)
- Le belve (Savages), regia di Oliver Stone (2012)
- Adaline - L'eterna giovinezza (The Age of Adaline), regia di Lee Toland Krieger (2015)
- Café Society, regia di Woody Allen (2016)
- Paradise Beach - Dentro l'incubo (The Shallows), regia di Jaume Collet-Serra (2016)
- Chiudi gli occhi - All I See Is You (All I See Is You), regia di Marc Forster (2016)
- Un piccolo favore (A Simple Favor), regia di Paul Feig (2018)
- The Rhythm Section, regia di Reed Morano (2020)
- It Ends With Us - Siamo noi a dire basta (It Ends With Us), regia di Justin Baldoni (2024)
- Un altro piccolo favore (Another Simple Favour), regia di Paul Feig (2025)

### Doppiatrice
- IF - Gli amici immaginari (IF), regia di John Krasinski (2024)
- Deadpool & Wolverine, regia di Shawn Levy (2024) – cameo

### Televisione
- Gossip Girl – serie TV, 121 episodi (2007-2012) – Serena van der Woodsen

## Riconoscimenti
- 2005 – Teen Choice Awards
  - Candidatura come Choice Movie Breakout Female per 4 amiche e un paio di jeans
- 2008 – Teen Choice Award
  - Miglior attrice in una serie TV drammatica per Gossip Girl
  - Miglior star femminile emergente in una serie TV per Gossip Girl
  - Candidatura come donna più sexy
- 2008 – Newport Beach Film Festival
  - Miglior performance emergente per Elvis and Anabelle
- 2009 – ASTRA Award
  - Candidatura come personalità internazionale preferita per Gossip Girl
- 2009 – Teen Choice Award
  - Candidatura come miglior attrice in una serie TV drammatica per Gossip Girl
  - Candidatura come donna più sexy
- 2009 – Prism Awards
  - Candidatura come miglior performance in un episodio drammatico per Gossip Girl
- 2010 – Teen Choice Award
  - Candidatura come miglior attrice in una serie TV drammatica per Gossip Girl
- 2010 – People's Choice Awards
  - Candidatura come miglior attrice in una serie TV drammatica per Gossip Girl
- 2010 – National Board of Review
  - Miglior cast per The Town
- 2010 – Broadcast Film Critics Association
  - Candidatura come miglior cast per The Town
- 2010 – San Diego Film Critics Society Awards
  - Candidatura come miglior attrice non protagonista per The Town
- 2010 – Washington D.C. Area Film Critics Association
  - Miglior cast per The Town
- 2011 – People's Choice Awards
  - Candidatura come miglior attrice in una serie TV drammatica per Gossip Girl
- 2011 – CinemaCon Award
  - Performance emergente dell'anno
- 2011 – Teen Choice Award
  - Candidatura come miglior attrice in una serie TV drammatica per Gossip Girl
  - Candidatura come miglior attrice in un film sci-fi/fantasy per Lanterna Verde
- 2012 – People's Choice Awards
  - Candidatura come miglior attrice in una serie TV drammatica per Gossip Girl
- 2012 – Jupiter Award
  - Candidatura come miglior attrice internazionale per Lanterna Verde
- 2013 – Teen Choice Award
  - Candidatura come miglior attrice in un film drammatic per Gossip Girl
- 2015 – Teen Choice Award[18]
  - Candidatura come miglior attrice in un film drammatico per Adaline - L'eterna giovinezza
  - Candidatura come miglior bacio in un film(con Michiel Huisman) per Adaline – L'eterna giovinezza
- 2016 – Saturn Award
  - Candidatura come miglior attrice per Adaline – L'eterna giovinezza
- 2016 – People's Choice Awards
  - Candidatura come attrice preferita in un film drammatico per Adaline – L'eterna giovinezza
- 2016 – Teen Choice Award
  - Candidatura come miglior attrice dell'estate per Paradise Beach - Dentro l'incubo
  - Candidatura come donna più fashion
- 2018 – Teen Choice Award[19]
  - Candidatura come icone di stile

## Doppiatrici italiane
Nelle versioni in italiano delle opere in cui ha recitato, Blake Lively è stata doppiata da:
- Francesca Manicone in Gossip Girl, The Town, Lanterna Verde, Paradise Beach - Dentro l'incubo, Café Society, Chiudi gli occhi - All I See Is You, Un piccolo favore, The Rhythm Section, It Ends With Us - Siamo noi a dire basta, Un altro piccolo favore
- Domitilla D'Amico in 4 amiche e un paio di jeans, 4 amiche e un paio di jeans 2
- Connie Bismuto in Ammesso
- Chiara Gioncardi in Le belve
- Stella Musy in Adaline - L'eterna giovinezza
- Lavinia Paladino in Deadpool & Wolverine